# Apol·lo de Cleveland
L'Apol·lodeCleveland és una escultura en bronze del tipus de l'Apol·lo sauròcton atribuït a Praxíteles. És al Cleveland Museum of Art amb el núm. d'inventari 2004.30.

## Història
Al 2003 aparegué al mercat d'art aquesta escultura fins llavors desconeguda de l'Apol·lo sauròcton de grandària natural, en bronze. Segons el venedor, provenia d'una residència particular de l'antiga RDA, on es considerava còpia dels segle xviii o XIX. L'adquirí al 2004 el Cleveland Museum of Art gràcies als fons donats per Severance i Greta Millikin.
L'escultura fou immediatament objecte de controvèrsia sobre el seu origen, perquè hi havia rumors que indicaven que havia estat espoliada d'Itàlia o de la mateixa Grècia, la qual cosa motivà que el Consell central arqueològic grec (CAS) sol·licitara oficialment al Museu del Louvre que no l'acollís en el marc de l'exposició que en la primavera de 2007 dedicà a Praxíteles. Itàlia també reclamà la restitució de l'obra.
El museu, per la seua banda, mantingué la versió del venedor i presentà resultats de l'anàlisi tècnica realitzada a l'estàtua. Segons ells, l'escultura està recoberta per una pàtina i amb restes de corrosió, la qual cosa testimonia un llarg període d'enterrament, amb alternança de fases de sequera i d'humitat. Els exàmens químics demostrarien que el bronze emprat és antic, mentre que la base, realitzada amb un aliatge diferent, data possiblement d'època renaixentista. El bronze de la base, en contacte amb el peu dret, té finalment una antiguitat de prop de cent anys, la qual cosa descartaria que fos un robatori recent.

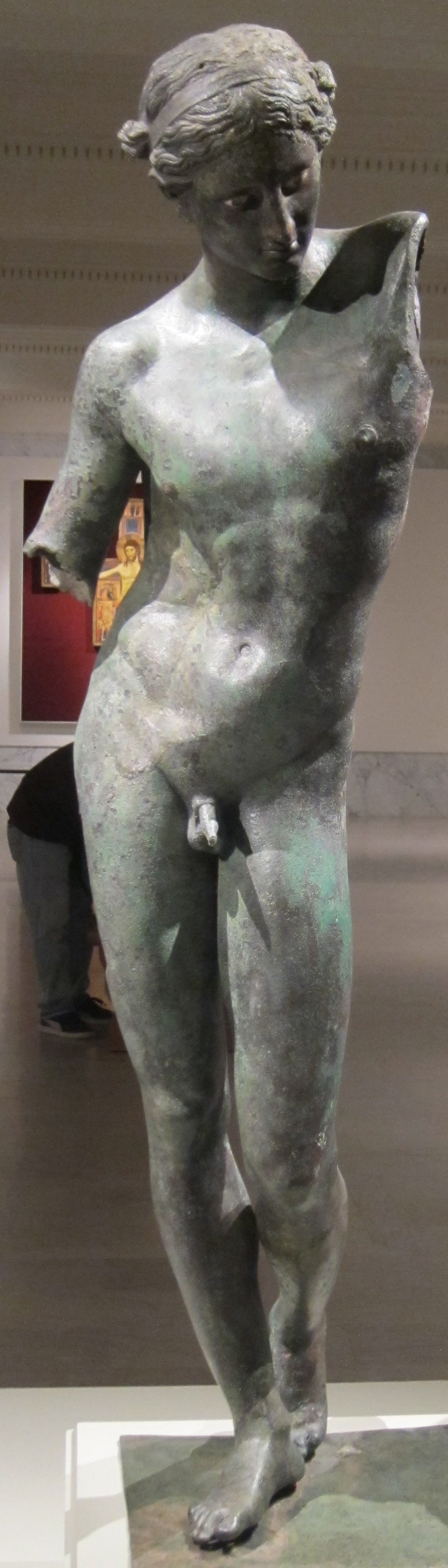
Apol·lo de Cleveland

## Descripció
L'escultura, de grandària natural, correspon al tipus de l'Apol·lo sauròcton, que representa el déu Apol·lo al costat d'un arbre, amb una fletxa a la mà, preparant-se per matar un fardatxo que grimpa pel tronc. L'obra, realitzada en bronze, es troba relativament ben conservada: només li manquen els braços i el tronc; se n'ha conservat la mà i part de l'avantbraç esquerre així com el fardatxo.
El déu es representa en moviment, crea una pronunciada corba al maluc: recolzat en la cama dreta, en l'esquerra i el peu esquerre se situa per darrere del taló dret. El bronze, realitzat a la cera perduda, es distingeix per la qualitat de l'execució. Els contorns es dibuixen més fermament que en les còpies en marbre. Els llavis i els pits tenen incrustacions en coure i els ulls són de pedra. Alguns detalls es feren a la cera abans de la fosa del bronze, com els cabells, subjectats per una banda. Tot això testimonia el mestratge de l'escultor i del seu taller.

## Atribució
El tipus de l'Apol·lo sauròcton s'atribueix a Praxíteles a partir d'un text de Plini el Vell: «[Praxíteles va realitzar també en bronze] un Apol·lo jove, amenaçant amb una fletxa un rèptil que grimpa, al qual anomenen sauròcton». L'Apol·lo de Cleveland, que es correspon perfectament amb la descripció de Plini, és l'únic exemplar en bronze de grandària natural conservat. D'altra banda, les característiques de l'estàtua són compatibles amb una datació en el segon classicisme (segle v aC). Per això, i tenint en compte la qualitat de l'obra, Michael Bennett, conservador d'antiguitats gregues i romanes del Museu de Cleveland, considera que és una peça propera a l'art de Praxíteles i podria ser original del mestre atenés.